# جلان أبوت
جلان أبوت (2 ديسمبر 1969 - ) (بالإنجليزية: Glen Abbott)‏ هو لاعب كريكت جنوب أفريقي.

## وصلات خارجية
- جلان أبوت على موقع إي آس بي آن كريك إنفو (الإنجليزية)